# Манселона (Мічиган)
Манселона (англ. Mancelona) — селище (англ. village) в США, в окрузі Антрім штату Мічиган. Населення — 1344 особи (2020).

## Географія
Манселона розташована за координатами 44°54′9″ пн. ш. 85°3′41″ зх. д. / 44.90250° пн. ш. 85.06139° зх. д. (44.902417, -85.061271).  За даними Бюро перепису населення США в 2010 році селище мало площу 2,60 км², уся площа — суходіл.

## Демографія
Згідно з переписом 2010 року, у селищі мешкало 1390 осіб у 518 домогосподарствах у складі 349 родин. Густота населення становила 535 осіб/км².  Було 594 помешкання (229/км²).
Расовий склад населення:
| - 94,9 % — білих - 1,2 % — корінних американців - 0,1 % — чорних або афроамериканців |

До двох чи більше рас належало 3,7 %. Частка іспаномовних становила 0,9 % від усіх жителів.
За віковим діапазоном населення розподілялося таким чином: 29,6 % — особи молодші 18 років, 58,3 % — особи у віці 18—64 років, 12,1 % — особи у віці 65 років та старші. Медіана віку мешканця становила 34,1 року. На 100 осіб жіночої статі у селищі припадало 89,6 чоловіків;  на 100 жінок у віці від 18 років та старших — 84,7 чоловіків також старших 18 років.
Середній дохід на одне домашнє господарство  становив 41 773 долари США (медіана — 30 764), а середній дохід на одну сім'ю — 44 986 доларів (медіана — 38 203). Медіана доходів становила 40 588 доларів для чоловіків та 25 469 доларів для жінок. За межею бідності перебувало 24,1 % осіб, у тому числі 25,3 % дітей у віці до 18 років та 24,2 % осіб у віці 65 років та старших.
Цивільне працевлаштоване населення становило 603 особи. Основні галузі зайнятості: виробництво — 19,4 %, мистецтво, розваги та відпочинок — 18,2 %, освіта, охорона здоров'я та соціальна допомога — 16,6 %.